# معركة شلدير
معركة شلدير هي معركة وقعت في 9 أغسطس 1578م / 985 هـ بين الدولة العثمانية تحت قيادة لالا مصطفى باشا وعثمان بن أوزديمير باشا والدولة الصفوية بقيادة "محمد توكماك خان ". انتهت المعركة بانتصار الدولة العثمانية وفتح الباب للعثمانين لغزو القوقاز وهي جزء من الحرب العثمانية الصفوية (1578–1590).

## الخلفية
استمر السلام بين الدولة العثمانية والدولة الصفوية الفارسية بعد معاهدة أماسيا من 1555 إلى، 1578
وعندما تولى مراد الثالث العرش كإمبراطور عثماني في 1574، طهماسب الأول أرسلت من بلاد فارس الهدايا على مراد الثالث. ولكن قبل مغادرة الوفد الفارسي إسطنبول العاصمة العثمانية، توفي طهماسب (1576).
كان الشاه الجديد هو إسماعيل الثاني الذي غير السياسة السلمية تجاه العثمانيين، وبدأت الهجوم على المنطقة الحدودية للدولة العثمانية. بينما حاكم مقاطعة لورستان طلب اللجوء السياسى للأراضى العثمانية وهو الأمر الذي خلق مزيد من التوتر بين الإمبراطوريتين.إسماعيل الثاني توفي في وقت قريب وخلال الفترة الفاصلة بعد وفاته، الباب العالي العثماني قرر إعلان الحرب.واستمرت الحرب في عهد الشاه محمد خدا بنده في بلاد فارس.

## المعركة
كانت المعركة الرئيسية في جميع أنحاء حصن صغير اسمه كلدير في مقاطعة أرداهانفي شمال شرقي الأناضول، وكان قائد الجيش العثماني لالا مصطفى باشا وكان قائد الجيش الفارسي توكماك خان الذي مثل بلاد فارس في إسطنبول بعد تولى مراد الثالث العرش، ولديه أيضا جيش جورجي تحت قيادته (كانت المملكة الجورجية تابعة للإمبراطورية الفارسية، وكانت هناك سندات للاسرة الملكية عن طريق الزاوج بين الفرس والجورجيين) حاول توكماك خان تطويق الجيش العثماني وكان على وشك أن ينجح، لكن القائد عثمان بن أوزديمير باشا تدخل من الجانب العثماني وهزم توكماك خان.

## ما بعد المعركة
على الرغم من أن الفرس حاولوا مهاجمة قوات المدد العثمانية بعد المعركة، تم أجبارهم على التراجع وعندما دمر جسرا خلال هذا التراجع خسر الفرس مزيد من القوات. تركت هذه الهزائم القوقاز إلى الفتح العثماني. بعدها لالا مصطفى باشا غزا تبليسي عاصمة جورجيا. وكانت الخطوة التالية كانت غزو مدينة دربند(حاليا بجمهورية داغستان في روسيا). بهذا الفتح كان العثمانيين قادرين على الوصول إلى بحر قزوين.